# Erika Köth
Erika Köth (Darmstadt (estat de Hessen), 15 de setembre, 1925 - Speyer (Renània-Palatinat), 20 de febrer, 1989), va ser una soprano d'òpera alemanya.
Es va fer famosa amb la seva soprano de coloratura a les òperes de Mozart, particularment com la Reina de la Nit a La Flauta Màgica. També va aconseguir un ampli reconeixement a través de papers en òperes i operetes d'Albert Lortzing, Robert Stolz, Johann Strauss i Franz Lehár. Va ser una de les grans sopranos de coloratura del segle XX a Alemanya. La seva veu es caracteritzava per "el més alt virtuosisme, una exquisida bellesa de to i una lluminositat particular en els registres més alts" (Herrmann/Hollaender 2007, p. 35).

## Biografia
Erika Köth va contreure la poliomielitis als vuit anys, de la qual es va recuperar en gran manera després d'un llarg tractament. Als 17 anys, va rebre una beca de la seva ciutat natal, però la guerra va frustrar la seva carrera de cantant i va acabar treballant en una fàbrica de municions en lloc d'una feina al teatre. Després de la guerra, Erika Köth es va guanyar la vida com a cantant pop i cantante per a l'exèrcit americà i va estudiar cant a l'Acadèmia de Música de Darmstadt.
El 1947, va guanyar un concurs de cant de Radio Frankfurt entre 300 sol·licitants amb l'ària de la Reina de la Nit. Després va rebre el seu primer contracte al Pfalztheater de Kaiserslautern, on va debutar el 1948.

Cap al 1950, va conèixer el seu futur marit, l'actor i director Ernst Dorn, al camp de futbol, que més tard també la va representar. També va rebre un contracte al Badisches Staatstheater de Karlsruhe, sota la direcció del director musical general Otto Matzerath. Els tres anys al Teatre de Karlsruhe van ser decisius per a la seva carrera com a cèlebre soprano de coloratura. Recordant el seu temps a Karlsruhe, l'artista va dir: 
| « | "Aquella va ser la meva millor època, quan era tan pobra i mai tenia diners... Li dec tot a Otto Matzerath de Karlsruhe". | » |

El 1953, Köth es va traslladar a l'Òpera Estatal de Baviera de Munic, on va romandre membre del conjunt fins al 1978. A la capital bavaresa, va tenir un dels seus primers èxits com a Lucia di Lammermoor. Entre els seus companys de cant hi havia Sári Barabás, Hertha Töpper, Lilian Benningsen, Hans Hotter, Fritz Wunderlich i Hermann Prey.
Erika Köth també va aparèixer regularment en produccions de les Òperes Estatals d'Hamburg i Viena. També va treballar al Staatstheater am Gärtnerplatz. Erika Köth va cantar la Reina de la Nit a La Flauta Màgica de Mozart més de 270 vegades, incloent-hi a l'Òpera Estatal de Viena el 1953 i a La Scala de Milà el 1956. El 1960, es va convertir en membre de la Deutsche Oper Berlin i va ampliar el seu repertori per incloure papers lírics, afegint papers com els de Mimi, Antonia, Liù i Micaela. De 1955 a 1960 i de nou el 1962/1963, Erika Köth va cantar al Festival de Salzburg. El 1958, va fer una gira pels Estats Units, el 1961 una gira per la Unió Soviètica i el 1963, 1966 i 1971 pel Japó, interpretant òperes com ara Les noces de Fígaro, La flauta màgica i Falstaff. Va aparèixer en tres llargmetratges i, el 1958, va protagonitzar al costat de Wolf Albach-Retty "My Whole Heart Is Full of Music". On ella, va interpretar una dona que portava una estranya doble vida.
Al Festival de Bayreuth, Erika Köth va cantar el paper de Waldvogel a Siegfried de Richard Wagner. Van seguir més actuacions al Covent Garden de Londres, a Roma, Los Angeles, San Francisco i Budapest, principalment en papers de Richard Strauss. També va cantar Lucia di Lammermoor i Mimi a La Bohème de Puccini.
La seva última aparició operística, molt aclamada, va ser el 1978 a Munic com a Mimi a La Bohème de Puccini. Després va treballar com a professora a les acadèmies de música de Colònia i Mannheim fins al 1988, va impartir classes magistrals a la seva ciutat natal de Neustadt an der Weinstraße, i també va participar en el "Singschul" d'August Everding a Munic. Entre les seves alumnes hi havia Anna Maria Kaufmann i Ruth Frenk.
Fora dels escenaris de l'òpera, també va ser convidada diverses vegades al programa de televisió "Zum Blauen Bock" amb Heinz Schenk, on va cantar cançons lleugeres. El 1987, Köth va ser membre del jurat del Concurs Internacional de Cant Neue Stimmen.
El 1989, l'artista va morir de càncer. El 23 de febrer de 1989, va ser enterrada al Cementiri Vell (lloc de la tomba: 1 A 121) de Darmstadt pel bisbe de la diòcesi de Speyer, Anton Schlembach. L'elogi fúnebre va ser pronunciat per l'exministre president de Renània-Palatinat, Bernhard Vogel.
Dos carrers van rebre el nom d'Erika Köth a Darmstadt-Kranichstein, Baldham prop de Munic i Neustadt an der Weinstraße.

## Erika-Köth-Kette
La Fundació per a la Promoció de la Semperoper de Dresden atorga la Cadena Erika Köth a cantants destacats a intervals irregulars. Les anteriors guardonades van ser Birgit Fandrey (1994) i Christiane Hossfeld (2001).

## Discografia (selecció)

### Òpera
Adolphe Adam
- Die Nürnberger Puppe  (en alemany): Intèrprets: Sanders Schier (Cornelius), Jakob Rees (Benjamin), Amon Lembach (Heinrich), Erika Köth (Berta), Cor i Orquestra de la Ràdio de Frankfurt (Orquestra Südwestfunk), Kurt Schröder (director), emès el 2 de març de 1962. (Line Music 2018)

Gaetano Donizetti
- Secció transversal de Don Pasquale, amb Josef Traxel
- Secció transversal de Lucia di Lammermoor, amb Rudolf Schock

Wolfgang Amadeus Mozart
- Enregistrament complet de Entführung aus dem Serail, 1965, sota la direcció d'Eugen Jochum; com Constanza

Giuseppe Verdi
- Rigoletto, Secció transversal, amb Rudolf Schock

Richard Wagner
- Enregistrament complet de Die Walküre, 1954, sota Wilhelm Furtwängler; com Helmwige
- Enregistrament complet de Siegfried, Festival de Bayreuth 1966 (en directe), amb Karl Böhm; com la veu de l'ocell del bosc

### Opereta
Johann Strauss II
- Die Fledermaus Enregistrament complet sota Herbert von Karajan

Franz von Suppe
- Banditenstreiche Enregistrament complet

Carl Zeller
- Secció transversal Der Vogelhändler, amb Rudolf Schock

### Cançons populars i d'art
- Cançons populars alemanyes

### Àlbums en solitari
- Erika Köth en els seus papers preferits
- Erika Köth canta àries de Wolfgang Amadeus Mozart
- Erika Köth. Retrat